# 1983年12月20日月食
1983年12月20日月食为一次在协调世界时1983年12月20日出現的半影月食。該次月食半影食分為0.914、全影食分為-0.112。

## 概述
這次月食的食分是5.82。

## 基本參數
- 類型：半影月食
- 食甚資料：
  - 日期：1983年12月20日
  - 時間：1:49
  - 月球位置：赤經5.82度、赤緯24.5度
  - 食分：半影食分：0.914、全影食分：-0.112

## 外部連結
- NASA月食專頁（页面存档备份，存于）（英文）